# Cserög
Cserög (szerbül Черевић / Čerević) falu Szerbiában, a Vajdaságban, a Dél-bácskai körzetben, Belcsény községben.

## Fekvése
Újvidéktől 24 km-re délnyugatra, a Duna jobb partján, a Tarcal-hegység lankáin fekszik. A település a földrajzi Szerémség része, de közigazgatásilag a bácskai Belcsényhez soroljuk.

## Története
Cserög nevét 1333-ban a pápai tizedjegyzék említette először Cherniz, majd 1473-ban Cherwlgh néven.
Egykori vára 13. századi volt, de csak 1333-tól említik. Pontos helye nem ismert.
1387. áprilisa és júniusa között Garai Miklós macsói és Losonczi István szörényi bánok itt győzték le Horváti János hadát.
1521-ben II. Lajos király Istvánnak adta.
1526-ban a török még a mohácsi csata előtt elfoglalta és lerombolta. A település csak a török kiűzése után, a 18. században épült újjá. Ekkor a tarcali szőlőtermesztés központja lett.
1910-ben 90 magyar, 535 német, 292 horvát, 2336 szerb lakosa volt, melyből 908 római katolikus, 150 evangélikus, 2348 görögkeleti ortodox volt.
A trianoni békeszerződésig Szerém vármegye Újlaki járásához tartozott.

## Népesség

### Demográfiai változások
| 1948 | 1953 | 1961 | 1971 | 1981 | 1991 | 2002 |
| ---- | ---- | ---- | ---- | ---- | ---- | ---- |
| 1754 | 1862 | 2096 | 2144 | 2527 | 2510 | 2826 |